# 盗賊都市
『盗賊都市』（とうぞくとし、英語：City of Thieves）はイギリスのゲームブック。著者はイアン・リビングストン。
『ファイティング・ファンタジー』シリーズ第5巻。原書は1983年にパフィンブックスより刊行され、2002年にウィザードブックスより再刊された。日本語版は1985年、喜多元子による訳で社会思想社の現代教養文庫より刊行された。

## 概要
怪物が跋扈するファンタジー世界を舞台とし、剣を頼りに危難を切り抜けていく冒険者として活躍する作品。
ゲームシステムについてはファイティング・ファンタジー#システムを参照。
シリーズ初期作品での試行錯誤を踏まえ、著者リビングストンは本作品でパズル性の追及を止めてロールプレイングゲームの方法論を導入している。具体的には、背景世界の存在を大きく取り上げ、その雰囲気を楽しめるようにしている。従来作の舞台は冒険のためにしつらえた場所という印象が強かったのに対し、本作品の「盗賊都市」ポート・ブラックサンドは生活感にあふれ、エキゾティックな魅力に満ちている。怪物との戦闘が主体ではなく、このような人々の暮らす環境で事件を解決することを目的とするスタイルは、ロールプレイングゲームで「シティアドベンチャー」と呼ばれるものである。
本作品のパラグラフ構成は単純なものであり、ストーリー上設定された目的を果たすこと自体は難しくない。作品の主体は街をぶらつくという行為そのものであり、さまざまな店をのぞき、軽犯罪に巻き込まれ、短い出会いと別れを繰り返すことによりファンタジー世界を存分に堪能できる。
しかしポート・ブラックサンドの魅力が強すぎて、ストーリー構成に欠点が生じているのは否定できない。街を恐怖で支配するアズール卿が悪役として鮮烈な印象を残す一方で、本来の最終ボスであるザンバー・ボーンの存在はどうでもよくなってしまっている。

## あらすじ
裕福な街シルバートンは危機にさらされていた。闇の王者ザンバー・ボーンの使者が、オウエン・カラリフ市長の娘ミレルを差し出すよう求めてきたのである。要求を断られたザンバー・ボーンは、夜毎に魔犬を差し向けて次々と市民を血祭りに挙げていった。
そのような折、ある冒険者がシルバートンを訪れた。オウエンの依頼を受けた彼は、ザンバー・ボーンを倒す方法を知る魔術師ニコデマスに会うため、悪漢の巣窟として悪名高い「盗賊都市」ポート・ブラックサンドに向かう。

## 書誌情報
- 『盗賊都市』社会思想社〈現代教養文庫〉、1985年10月。ISBN 4-390-11148-5
  - 著：イアン・リビングストン / イラスト：イアン・マッケイ / 訳：喜多元子